# 艾伯森·范佐·波斯特
艾伯森·范佐·波斯特（英語：Albertson Van Zo Post，1866年7月28日—1938年1月23日），美国男子击剑运动员。他曾在1904年夏季奥运会击剑比赛中获得2枚金牌、1枚银牌和2枚铜牌。他也参加了1912年夏季奥运会。